# Thomas Frankland (5e baronnet)
Pour les articles homonymes, voir Thomas Frankland et Frankland.
Thomas Frankland, 5e baronnet (26 juin 1718 - 21 novembre 1784) est un officier de la marine britannique et homme politique. Il est le deuxième fils d'Henry Frankland et Mary Cross. Il est né dans les Indes orientales (probablement en Inde), son père étant membre de la Compagnie des Indes et brièvement gouverneur du Bengale.

## Carrière navale
Il entre dans la marine en 1731, servant dans le HMS York sous le Capt. Philip Vanbrugh, le HMS Scarborough et le HMS Oxford avant de devenir lieutenant en 1737. Le 23 février 1738, il est envoyé au HMS Chatham, à nouveau sous le capitaine. Vanbrugh, où il sert pendant deux ans. Il est brièvement transféré au HMS Cumberland en mars 1740 avant d'être promu capitaine le 15 juillet 1740 à bord du HMS Rose. 
Il est rapidement affecté pour transporter le nouveau gouverneur des Bahamas, John Tinker, dans les îles et reste aux Bahamas jusqu'en 1746, combattant les corsaires espagnols et remportant de nombreux prix. Il rentre ensuite chez lui et reçoit le commandement du HMS Dragon et est envoyé aux Antilles. Le 31 juillet 1755, il se voit confier le commandement de la station des îles sous le vent en tant que commodore et arrive à bord du HMS Winchester en octobre. Capable, mais têtu et d'un tempérament difficile, il a des démêlés avec son prédécesseur, Thomas Pye, et les autorités locales d'Antigua. Il est promu contre-amiral mais refuse d'accéder à la volonté de l'amirauté de contrôler une partie du patronage dont il dispose. Il tombe immédiatement en disgrâce auprès ses supérieurs. Le 5 mai 1757, il est remplacé par le commodore John Moore et retourne en Angleterre en octobre pour ne jamais reprendre son service actif. Ses promotions se poursuivent toutefois de la manière habituelle au fur et à mesure qu’il acquérait de l’ancienneté, culminant au rang d’amiral des Blancs. 
Il est élu au Parlement pour l'arrondissement familial de Thirsk en 1747 et occupe ce poste jusqu'en 1780, date à laquelle il demande la direction de l'hôpital de Greenwich, sans succès. Il est réélu comme député de Thirsk en avril 1784 mais meurt en novembre de la même année. Il hérite le titre de baronnet de son frère aîné en 1768. 
Les îles Frankland au large du Queensland portent son nom. 

## Famille
Il épouse Sarah Rhett (de Caroline du Sud, décédée en 1808) en mai 1743 et a un grand nombre d'enfants, dont neuf lui survivent: 
- Thomas Frankland (6e baronnet) (1750-1831)
- Roger Frankland (décédé en 1826), chanoine de Wells, marié en 1792 à Catherine Colville, fille de John Colville, 8e Lord Colville de Culross
- Mary Frankland, mariée à Boyle Roche (en), 1er baronnet
- Anne Frankland (décédée en 1842), épouse John Lewis (par qui elle a Thomas Frankland Lewis), et en deuxièmes noces, le révérend Robert Hare
- Dinah Frankland, mariée à l'amiral de la flotte William Bowles (amiral) (en)
- Catharine Frankland, mariée à Thomas Whinyates, ancien capitaine du HMS Frolic
- Charlotte Frankland, mariée à Robert Nicholas
- Grace Frankland (décédée en 1801), mariée à Matthew Gosset (décédée le 6 septembre 1842)
- William Frankland (décédé le 10 juin 1816)